# Rue Du Guesclin (Nantes)
Pour les articles homonymes, voir Rue Du Guesclin.
La rue Du Guesclin est une voie de Nantes, en France.

## Situation et accès
Située dans le centre-ville de Nantes, la rue Du Guesclin est située sur la moitié occidentale de l'ancienne île Feydeau, qu'elle parcourt du nord au sud sur sa largeur, reliant l'allée Duguay-Trouin au quai Turenne. La rue Kervégan la croise au quart de sa longueur. La voie est pavée et fait partie d'un secteur piétonnier.

## Origine du nom
La rue rend hommage à Bertrand du Guesclin (1320-1380), noble breton, connétable de France.

## Historique
Le tracé de la rue apparaît dès 1723 sur le plan de l'ingénieur-architecte Jacques Goubert, qui, le premier, dessine le plan d'urbanisation de l'île de la Saulzaie, qui deviendra l'île Feydeau. 
En 1733, les parcelles qui forment la rue sont adjugées à Guillaume Le Coq, Jean Bret, Jean Robin et l'architecte Louis Lalliaud. Mises en adjudication à 15 000 livres, elles sont achetées entre 11 250 et 16 350 livres. En 1770, Augustin de Luynes acquiert la parcelle no 18, et y fait construire un hôtel particulier désigné plus tard sous le nom d'hôtel de Luynes. Celui-ci fait partie des bâtiments endommagés lors des bombardements de la Seconde Guerre mondiale qui endommagent le quartier. Menacé en 1968 de démolition en raison de problèmes de structure, l'immeuble est réhabilité au début des années 1970.
La rue est devenue essentiellement piétonne depuis les travaux d'aménagement du quai Turenne, situé au sud, entrepris vers la fin des années 1990, . Depuis, une chaussée piétonne surlevée, placée dans l'axe de la rue, traversant la « douve verte » située au sud de cette partie de l'île, permet de rejoindre les trottoirs du nouveau boulevard Jean-Philippot qui longe cette dernière.

## Architecture et bâtiments remarquables
Les façades et toitures, l'appartement du second étage occupé par la chambre des Notaires, l'escalier et la rampe en fer forgé de l'hôtel particulier situé au numéro 1 sont classés monument historique par arrêté du 9 juin 1943.
Le peintre Émile Dezaunay est né dans le bâtiment situé au no 3.
| Monument        | Adresse                                                              | Coordonnées                        | Notice         | Protection | Date | Illustration    |
| --------------- | -------------------------------------------------------------------- | ---------------------------------- | -------------- | ---------- | ---- | --------------- |
| Hôtel de Luynes | 1 rue Du Guesclin Allée Duguay-Trouin (façade) Rue Kervégan (façade) | 47° 12′ 46″ nord, 1° 33′ 21″ ouest | « PA00108690 » | Classé     | 1943 | Hôtel de Luynes |
| Maison          | 3 rue Du Guesclin                                                    | 47° 12′ 45″ nord, 1° 33′ 20″ ouest | « PA00108748 » | Inscrit    | 1941 | Maison          |